# Parentezom

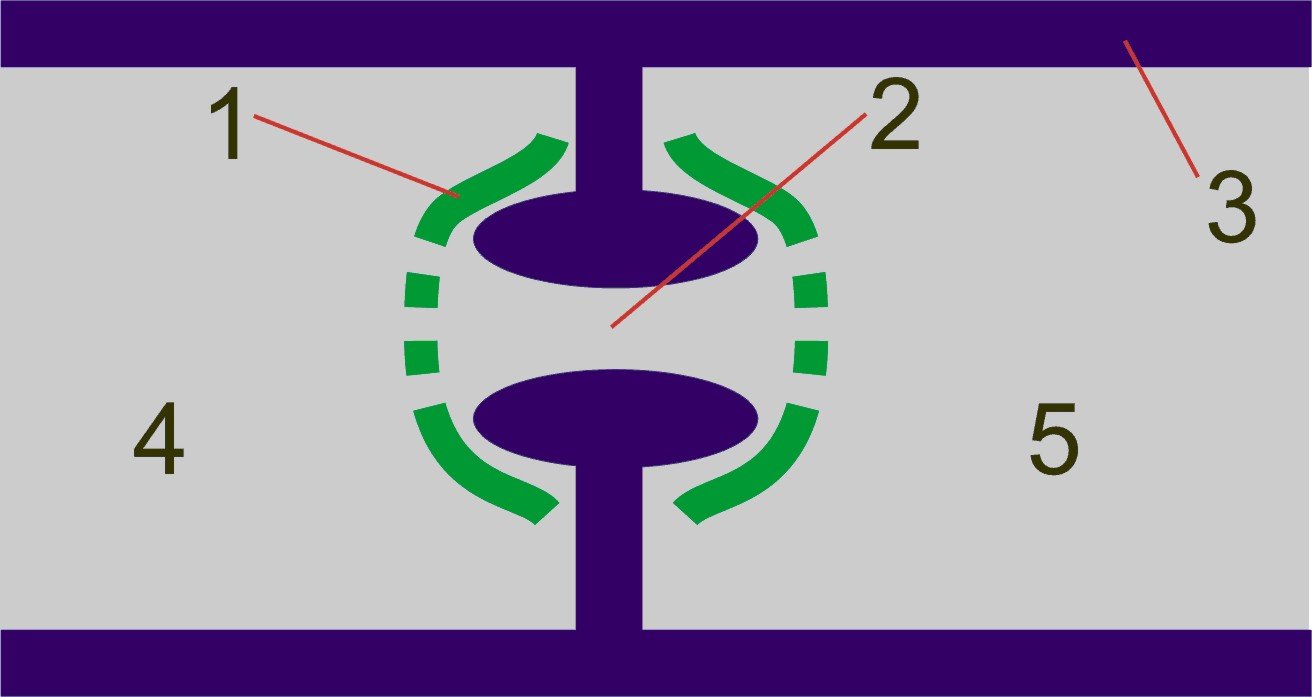
Diagramă reprezentativă a unui parentezeom din celula fungică (1); se mai observă dolipor (2), peretele celular (3) și celulele propriu-zise din cadrul aceleași hife (4 și 5).

Parentezomii sunt structuri microscopice regăsite în celulele unor ciuperci bazidiomicete. Aceștia au forma unor paranteze și se găsesc de o parte și de alta a porilor din septul dolipor care separă celulele în cadrul unei hife. Funcția lor nu a fost stabilită, iar compoziția lor nu a fost complet elucidată. Variațiile în aspectul lor sunt utile pentru a distinge speciile individuale. În general, acestea au formă de butoi și sunt acoperite de un reticul endoplasmatic.